# Mbrostar
Mbrostar è una frazione del comune di Fier in Albania (prefettura di Fier).
Fino alla riforma amministrativa del 2015 era comune autonomo, dopo la riforma è stato accorpato, insieme agli ex-comuni di Cakran, Dermenas, Frakull, Levan, Libofshë, Portëz, Qënder, Topojë a costituire la municipalità di Fier.

## Località
Il comune era formato dall'insieme delle seguenti località:
- Mbrostar
- Verri
- Vajkan
- Petov
- Kallmi i Madh
- Kallmi i Voge